# Liste der isländischen Botschafter in Albanien
Dies ist eine Liste der isländischen Botschafter in Albanien.
Island hat keine Botschaft in Albanien. 
| # | Name                        | Anstellung         | bis               |
| - | --------------------------- | ------------------ | ----------------- |
| 1 | Ingvi S. Ingvarsson         | 29. September 1978 | 2. April 1983     |
| 2 | Benedikt Sigurðsson Gröndal | 2. April 1983      | 13. Februar 1988  |
| 3 | Þórður Einarsson            | 13. Februar 1988   | 1. Februar 1991   |
| 4 | Hörður H. Bjarnason         | 25. Februar 1997   | 17. Oktober 2001  |
| 5 | Svavar Gestsson             | 17. Oktober 2001   | 28. Juni 2007     |
| 6 | Guðmundur Árni Stefánsson   | 28. Juni 2007      | 21. November 2013 |
| 7 | Gunnar Gunnarsson           | 21. November 2013  |                   |